# Lestat de Lioncourt
Lestat de Lioncourt (pronunciato Lestàt) è un personaggio immaginario nato dalla penna della scrittrice Anne Rice, protagonista assoluto delle Cronache dei vampiri, presente in ogni libro e spesso narratore dei fatti e delle vicende.

## Storia
Nato in Alvernia, una regione della Francia pre-rivoluzionaria da una famiglia nobile decaduta nel 1760, è il terzogenito dei figli sopravvissuti fino all'età adulta. Manifesta fin da piccolo desideri che contrastano con la mentalità chiusa e conservatrice del padre e dei fratelli, specialmente il maggiore, Augustin: a dodici anni viene istruito in un monastero perché impari a leggere in francese, latino e greco, ma quando esprime il desiderio di entrarci permanentemente, colpito dall'ambiente, viene prelevato a forza dalla famiglia; considerano un grande disonore che il figlio di un nobile voglia rinchiudersi in un monastero come un misero frate e non come arcivescovo o abate.
A sedici anni scopre un talento inaspettato per il teatro, interpretando con successo, ad insaputa dei familiari, il ruolo di Lelio in una compagnia italiana. Anche stavolta i suoi sogni di gloria sono frenati dalle aspettative del padre e di Augustin.
L'unica che sembra comprenderlo è la madre Gabrielle, costretta in un ruolo fissato per sempre, malata ed incapace di esprimere veramente se stessa.
Nonostante le sue trasgressioni, è Lestat a provvedere davvero alla famiglia con la caccia, e nel momento in cui un branco di lupi minaccia gli abitanti del paese vicino, è lui, ormai ventunenne, a precipitarsi con coraggio sulla collina dove sono rintanati per eliminarli dal primo all'ultimo. La vicenda stupisce ed imbarazza Augustin e gli fa conquistare la stima degli abitanti: non molto tempo dopo, infatti, conosce un ricco mercante che ha sentito parlare dell'episodio e il figlio, Nicholas de Lenfent, i quali lo ricoprono di doni e di elogi. A poco a poco tra lui e Nicholas (o "Nicki" come Lestat è solito chiamarlo) nasce una profonda affinità che li porta ad intrattenere lunghissime conversazioni sul senso della vita e su loro stessi, finché sfocia in amore e in una fuga insieme a Parigi. Lì entrambi seguono le proprie inclinazioni ed assecondano le proprie qualità artistiche: Lestat diventa un attore e Nicholas un abile violinista.
Tuttavia quell'idillio ha vita breve: Lestat viene rapito e riceve il "Dono Oscuro" (ovvero, la "trasformazione" in un vampiro) per mano del potente vampiro Magnus. Nonostante sia relativamente "giovane" rispetto ad altri vampiri come Armand e Marius, presto diverrà uno dei più potenti vampiri sulla Terra, secondo solo ai millenari vampiri della I stirpe, Maharet, Mekare, Khayman e alla Madre dei Vampiri, Akasha. In appena dieci anni, collezionerà nelle sue vene il sangue di tre potenti vampiri: Magnus, Marius e la stessa Akasha. Ciò lo renderà, oltre che potente, realmente immortale, fino a poter far a meno del sangue e addirittura mostrarsi alla luce del Sole senza morirne ma riportando solo gravi ustioni.
Lestat, a sua volta, creerà molti altri immortali: Louis, Claudia, Nicholas de Lenfent, Gabrielle de Lioncourt (sua madre), David Talbot. A detta degli altri vampiri, come si legge in La Regina dei Dannati, solo sua madre è una "autentica" vampira per la sua voracità e forza, e David, l'ultimo creato. Un altro "figlio" suo, seppur personaggio marginale prima dell'undicesimo volume della saga Il principe Lestat, è Antoine, pianista che appare per la prima volta in Intervista col vampiro.
Lestat è stato interpretato da Tom Cruise nel film Intervista col vampiro, da Stuart Townsend in La regina dei dannati e da Sam Reid nella serie TV Intervista col vampiro.
Hugh Panaro lo interpreta nel musical a teatro Lestat the Musical.

### Intervista col vampiro
Il primo libro della saga, datato 1976, non vede Lestat diretto protagonista, ma, al contrario, l'autrice fa apparire Lestat in una luce di personaggio perfido e malvagio, che tiene Louis e la piccola Claudia incatenati a lui per l'eternità, impedendo loro di vivere l'immortalità come vorrebbero, alla ricerca di altri vampiri. Nella noia che gli procurano i due vampiri, s'infatuerà per un pianista mortale, con cui trascorre le serate. Dopo essere stato per oltre sessanta anni in compagnia del troppo dolce Louis e dell'enigmatica Claudia, quest'ultima tenterà di ucciderlo. Ripresentatosi per uccidere i due vampiri da lui creati insieme al suo amico pianista trasformato in vampiro, finisce nel rogo della casa dove abitavano.
Lestat riappare a Parigi, alla corte di Armand, dove accusa Claudia di aver tentato di ucciderlo, provocandone così la morte per esposizione al sole, e dove tenta di convincere Louis a tornare a vivere con lui. Bandito da Armand, Lestat lascia Parigi e viene trovato nel XX secolo da Louis, ormai ridotto allo spettro di ciò che era un tempo: non ha la forza di catturare vittime più grandi di gatti e topi, ed è alle dipendenze di un altro vampiro che presto, ormai stufo, lo abbandonerà. Tenta infine di convincere ancora Louis a tornare a vivere con lui, affinché possa riacquistare le forze e tornare ad essere l'elegante e letale vampiro di un tempo, ma Louis rifiuta ancora una volta, abbandonando un essere una volta grande e carismatico ormai ridotto a un relitto debole e impaurito.

### Scelti dalle tenebre
Risvegliatosi dal suo sonno, Lestat si ritrova nel 1984. L'America è cambiata, così come la società, la cultura, i costumi. Lestat conosce alcuni giovani ragazzi di una rock band, e decide di diventare loro leader per portarli al successo e farsi conoscere al mondo.
Perfettamente ambientatosi nella società del XX secolo, Lestat viene a conoscenza del romanzo - biografia della sua vecchia conoscenza Louis de Pointe du Lac, e indignato per l'immagine meschina che l'amato Louis ha dato di lui nella sua opera, sotto consiglio della sua avvocatessa decide di scrivere la propria autobiografia, Il vampiro Lestat. Oltre duecento anni di storia, tra Parigi e New Orleans, dalla giovinezza in Alvernia alla trasformazione in vampiro a Parigi, dall'incontro con Armand a quello con Marius de Romanus, fino a una rivisitazione personale dei fatti salienti di Intervista col vampiro e alla riconciliazione col suo caro Louis. E Lestat, da "cattivo" delle Cronache, si trasforma in un eroe senza tempo, tanto letale quanto affascinante.
Da questo libro in poi, Lestat sarà quasi sempre il protagonista assoluto.

### La regina dei dannati
In questo libro Lestat avrà una relazione amorosa con Akasha. La prima vampira, e regina della specie (ridestatasi grazie al suo concerto rock). Essa gli permetterà anche di bere più volte il suo sangue, conferendogli la forza ed i poteri di un vampiro millenario. Quando poi lei esporrà i suoi piani ai pochi superstiti della sua razza (dato che dopo il suo risveglio aveva ucciso quasi tutti i vampiri del mondo), Lestat purtroppo dovrà mettersi contro di lei, affermando che, pur amandola, non poteva approvare quello che aveva in mente, e tentando invano di farla ragionare. Quando poi Akasha troverà la morte per mano di Mekare, Lestat proverà al riguardo un forte senso di colpa per la consapevolezza che avrebbe potuto salvarla ma di non aver voluto farlo.

### Il ladro di corpi
È la solitudine la "maledizione" che si impadronisce di Lestat, il vampiro immortale, il principe incontrastato del tenebroso universo dei morti viventi. Lestat avverte dolorosamente la "maledizione" della sua solitudine e desidera rinascere come mortale, liberandosi quindi del suo corpo di "non-morto" e impadronendosi di un corpo "vivo". Intraprende così un viaggio che lo porterà da Miami al deserto del Gobi, da Amsterdam alla giungla amazzonica, fino all'incontro cruciale con l'unico uomo che può soddisfare il suo desiderio, Raglan James, il Ladro di Corpi. Più sinistro e malvagio di un demone, il Ladro di Corpi si impadronisce con l'inganno del corpo vampiresco di Lestat, il quale, rinchiuso come anelava nel corpo mortale, scopre.
Questo quarto libro delle Cronache porta alla ribalta un personaggio che, comparso per la prima volta ne "La regina dei dannati", acquisterà ora il ruolo di vero e proprio eroe della vicenda: si tratta di David Talbot, Generale Superiore del Talamasca che, divenuto amico di Lestat già al termine de "La Regina dei dannati", intesse con Lestat un rapporto sempre più stretto. Sarà infatti lui ad aiutare il vampiro sia dopo il suo tentato suicidio nel Gobi, sia nell'impresa volta alla riconquista del suo corpo vampiresco, rubatogli da Raglan James.
Questa avvenuta vede anzi nascere tra Lestat e David un profondo sentimento di amore e fratellanza, al punto che David gli dirà: "Sei umano quanto me".
Tuttavia in questo capitolo delle Cronache, Lestat, proprio grazie - paradossalmente - alla sua esperienza nel corpo mortale e ai lunghi dialoghi con l'amico David, scopre che non è la redenzione ciò che desidera, ma che invece lui è proprio nato per essere un vampiro, per uccidere, per la dannazione.
In questo senso, David solo alla fine riuscirà a capire davvero Lestat, la cui anima oscura gli si manifesterà solo quando David, felice di trovarsi inaspettatamente ancora giovane e dunque con la prospettiva di una vera e propria "seconda vita" con cui riscattare la sua precedente esistenza interamente votata al Talamasca, verrà suo malgrado trasformato in vampiro.

### Memnoch il diavolo
In questo libro Lestat viaggerà nei regni ultraterreni incontrando angeli e demoni fino a tornare sulla terra menomato d'un occhio e con più domande che risposte sulla propria natura.

### Armand il vampiro
In questo libro, dove il protagonista è il vampiro Armand, Lestat è ancora in coma, ma si risveglierà verso la fine quando la giovane Sybelle suonerà al pianoforte l'Appassionata di Ludwig van Beethoven.

### Merrick la strega
In questo libro Lestat è nuovamente in coma, addormentato nelle cantine del convento di St. Elizabeth; la protagonista del libro è Merrick, una strega Mayfair, che cercherà di far innamorare di sé Louis de Pointe du Lac riuscendoci con una magia. Louis cercherà di uccidersi lasciandosi bruciare dal sole, quando Merrick e David Talbot lo ritroveranno bruciato, ma non incenerito, il pianto di Merrick e il forte legame che univa il vampiro al suo creatore, risveglierà Lestat dal suo coma. Il vampiro salverà il suo amato Louis e vampirizzerà Merrick, in modo che possa essere la compagna di Louis, mentre lui potrà stare con David.

### Il vampiro di Blackwood
Il protagonista di questo libro è un vampiro molto giovane che ha passato tutta la sua vita umana insieme ad un Goblin. Spaventato da quello che può fare il Goblin, dopo la propria trasformazione, Tarquin chiederà aiuto a Lestat, per fermare Goblin e per ritrovare la sua amata Mona Mayfair. Alla fine Goblin verrà distrutto, ma ad un caro prezzo: la vita di Merrick.

### Blood
Questo libro è la continuazione del libro "Il vampiro di Blackwood", in questo libro Lestat aiuterà Tarquin Blackwood e la sua compagna a trovare la figlia di lei.
Con questo libro Anne Rice si riaggancia (per la terza volta insieme ai libri Merrick la strega ed Il vampiro di Blackwood) alla saga delle streghe Mayfair.

### Anno Dracula
Lestat appare in un breve cameo nel romanzo Anno Dracula, scritto da Kim Newman. Nella scena in questione viene descritto come fuori di sé dalla rabbia, perché l'asta spezzata di un'alabarda gli ha rovinato il suo vestito migliore.